# Čepin

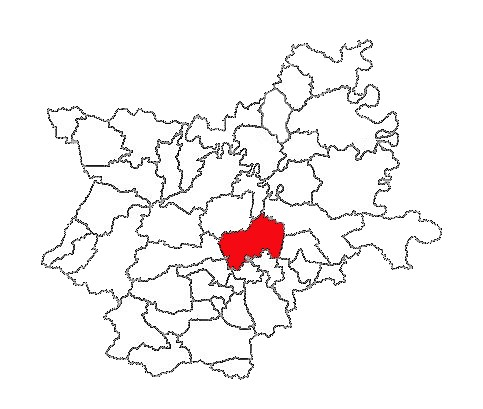
Lage der Siedlung Čepin in der Gespanschaft Osijek-Baranja

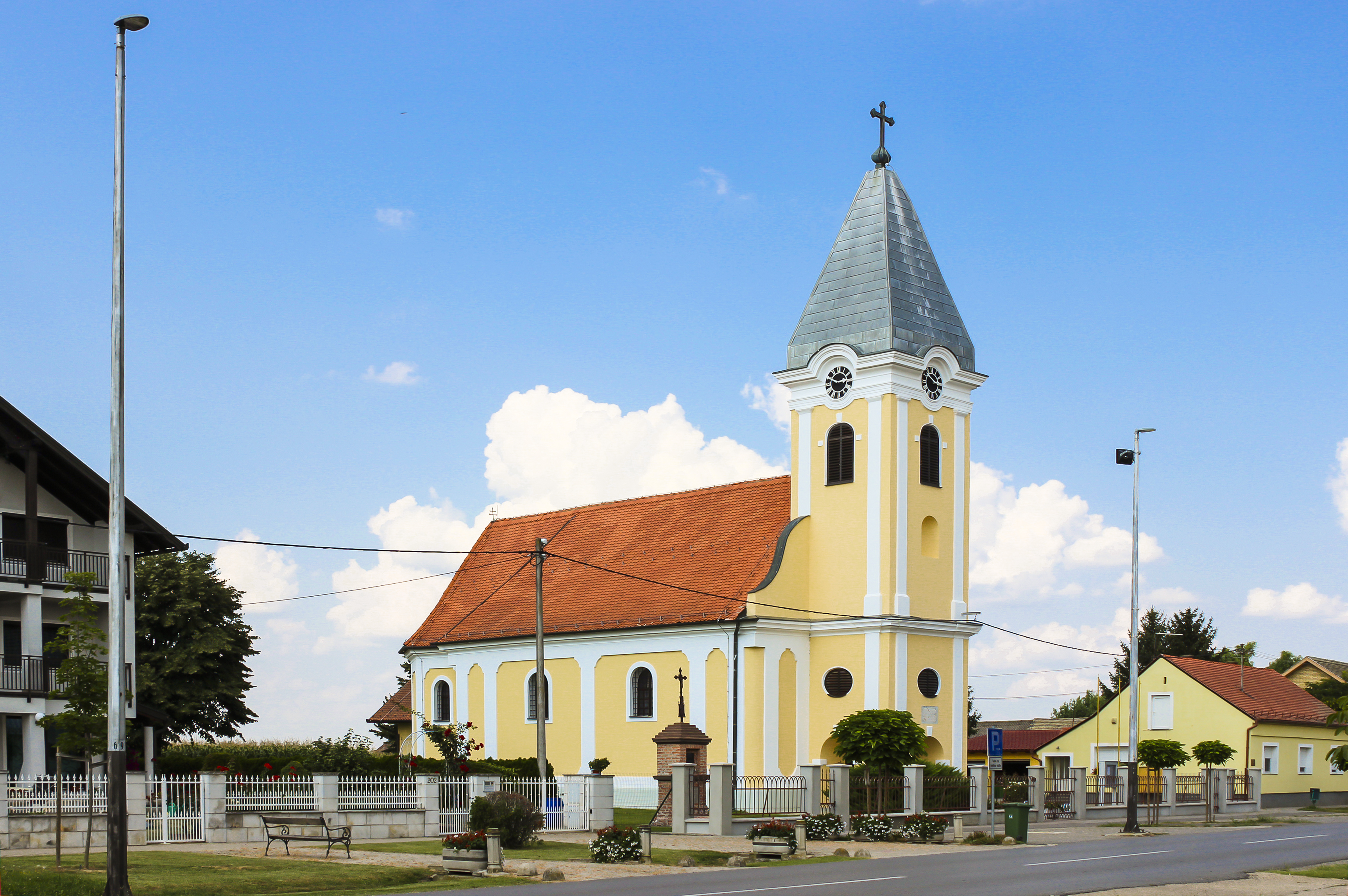
Römisch-katholische Kirche der Dreifaltigkeit

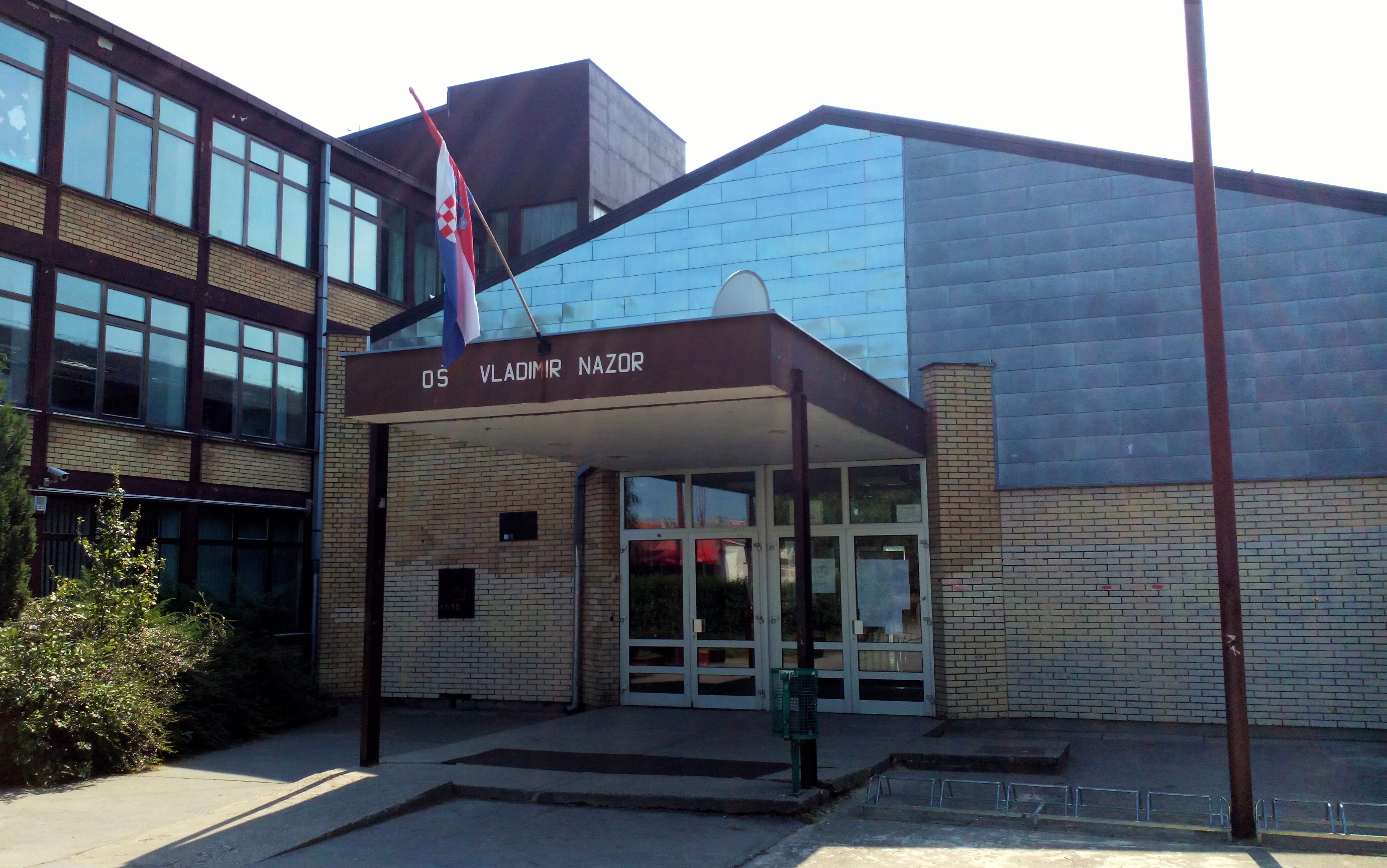
Grundschule

Čepin (ungarisch Csepin; deutsch Tschepin) ist eine Stadt und eine Verwaltungsgemeinde im östlichen Kroatien in der Region Slawonien, 10 Kilometer südwestlich von Osijek. Nach der Volkszählung von 2011 hatte die Gemeinde 11.599 Einwohner, 98,76 % davon waren Kroaten.
Administrativ gehört die Gemeinde Čepin zur Gespanschaft Osijek-Baranja (kroat. Osječko-baranjskoj županiji).
Čepin verfügt über eine Landebahn für Sportflugzeuge (Sportski aerodrom).

## Gemeinde
Die folgenden Orte gehören zur Gemeinde Čepin: (Volkszählung 2011)
- Beketinci – 613
- Čepin – 9500
- Čepinski Martinci – 663
- Čokadinci – 173
- Livana – 650

## Geschichte
Čepin war schon in vorgeschichtlicher Zeit bewohnt, verschiedene Funde bei Ausgrabungen in der Nähe des Ortes bestätigen dies. Die meisten Funde werden der Sopot Kultur aus der Jungsteinzeit zugeordnet. Ein besonderes Fundstück aus der Bronzezeit ist eine Goldscheibe, die sich seit 1880 im Ungarischen Nationalmuseum in Budapest befindet. Bei weiteren Ausgrabungen fand man Relikte als auch Gebäude aus dem Mittelalter. In unmittelbarer Nähe der Siedlung wurden auch viele Gegenstände wie Münzen, Werkzeug und Keramikfragmente aus der Römerzeit entdeckt.
Čepin war von 1765 bis Ende des 19. Jahrhunderts der Stammsitz der kroatischen Adelsfamilie Adamovich de Csepin (Adamovich Čepinski).

## Bevölkerung
1857 hatte die Siedlung 2.965 Einwohner und bei der Volkszählung im Jahr 1910 lebten 4.422 Menschen in der Gemeinde. Damals waren 31 % der Bevölkerung Kroaten, 28 % Serben, 18 % Ungarn und 15 % Deutsche. Kurz vor Ausbruch des Kroatienkrieges 1991 waren 80 % der Bevölkerung Kroaten, 12 % Serben und 3 % bezeichneten sich als Jugoslawen.
| Bevölkerungsentwicklung | Bevölkerungsentwicklung | Bevölkerungsentwicklung | Bevölkerungsentwicklung | Bevölkerungsentwicklung | Bevölkerungsentwicklung | Bevölkerungsentwicklung | Bevölkerungsentwicklung | Bevölkerungsentwicklung | Bevölkerungsentwicklung | Bevölkerungsentwicklung | Bevölkerungsentwicklung | Bevölkerungsentwicklung | Bevölkerungsentwicklung | Bevölkerungsentwicklung | Bevölkerungsentwicklung | Bevölkerungsentwicklung |
| ----------------------- | ----------------------- | ----------------------- | ----------------------- | ----------------------- | ----------------------- | ----------------------- | ----------------------- | ----------------------- | ----------------------- | ----------------------- | ----------------------- | ----------------------- | ----------------------- | ----------------------- | ----------------------- | ----------------------- |
| 1857                    | 1869                    | 1880                    | 1890                    | 1900                    | 1910                    | 1921                    | 1931                    | 1948                    | 1953                    | 1961                    | 1971                    | 1981                    | 1991                    | 2001                    | 2011                    | 2021                    |
| 2.965                   | 3.793                   | 2.988                   | 3.166                   | 3.618                   | 4.422                   | 4.353                   | 4.640                   | 5.239                   | 5.161                   | 6.206                   | 6.310                   | 7.286                   | 8.745                   | 9.502                   | 9.500                   | 8.166                   |

## Sehenswürdigkeiten
- Das von einem Park umgebene Schloss wurde in der ersten Hälfte des 19. Jahrhunderts von den Familien Adamović Čepinski und Mihaljević erbaut.[8]
- Die im Jahr 1769 erbaute römisch-katholische Pfarrkirche der Heiligen Dreifaltigkeit ist ein einschiffiges Gebäude mit einem polygonalen Chorraum und angebauter Sakristei entlang der Nordwand des Altarraums. Der zweistöckige Glockenturm hat im Erdgeschoss drei halbkreisförmige Eingänge und die Wände der Haupt- und Seitenfassaden sind mit flachen stilisierten Pilastern geschmückt.[9]
- Die Pfarrkirche auf dem Friedhof wurde 1933 erbaut und 1968 und 1991 erweitert.
- Die Burg Kolođvar, umgeben von einem tiefen Wassergraben, über den eine Zugbrücke führte, wurde im 13. Jahrhundert erbaut und urkundlich erstmals 1290 erwähnt. Entlang der Innenseite der Wehrmauer befanden sich zehn Räume unterschiedlicher Größe, die durch Türen miteinander und mit dem Hof verbunden waren. Von der einstigen Burg mit einem Durchmesser von etwa 36 Metern sind heute die Grundmauern eines Wohnturms mit quadratischem Grundriss von fast zehn mal zehn Metern zu sehen.[10]

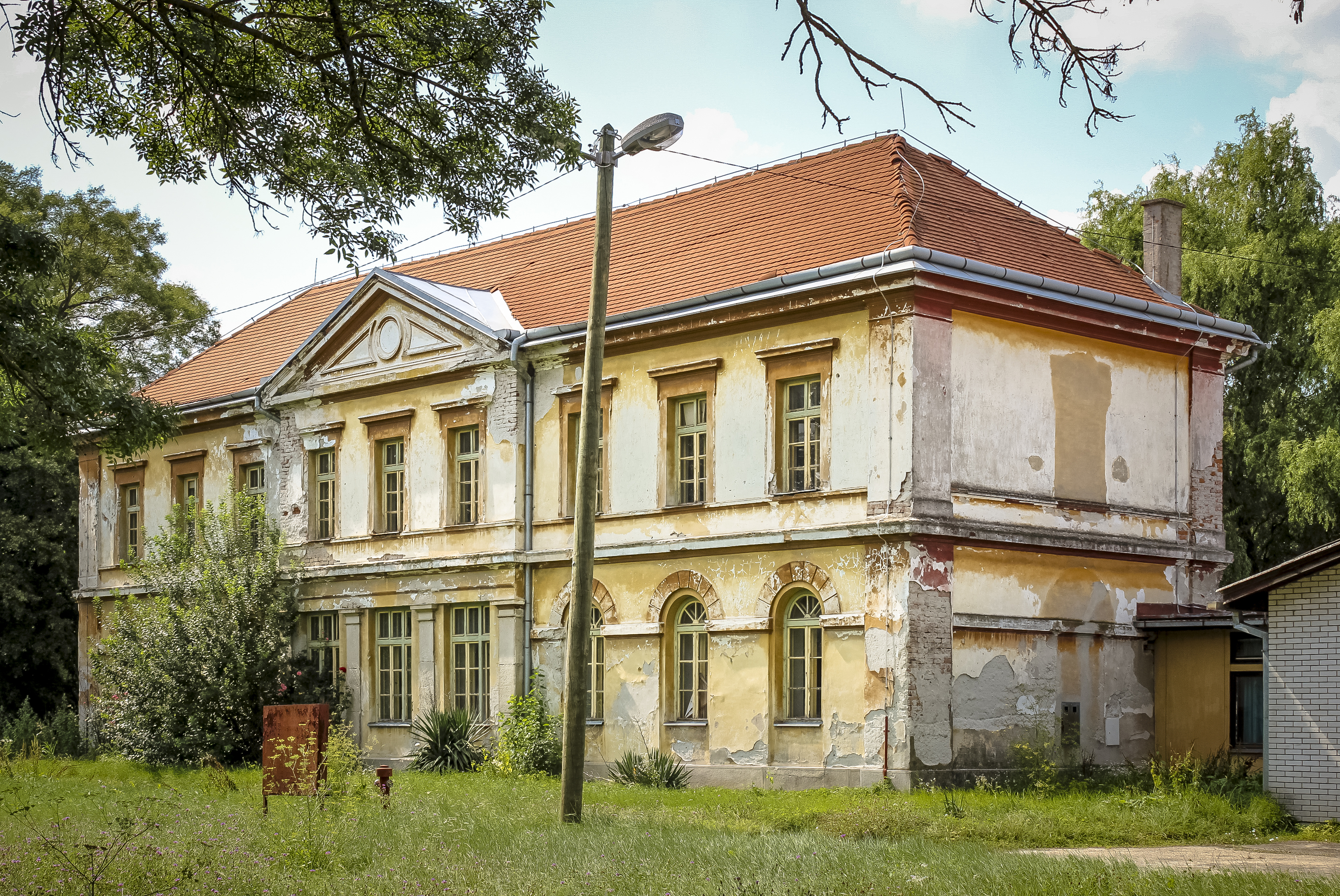
Schloss Adamović
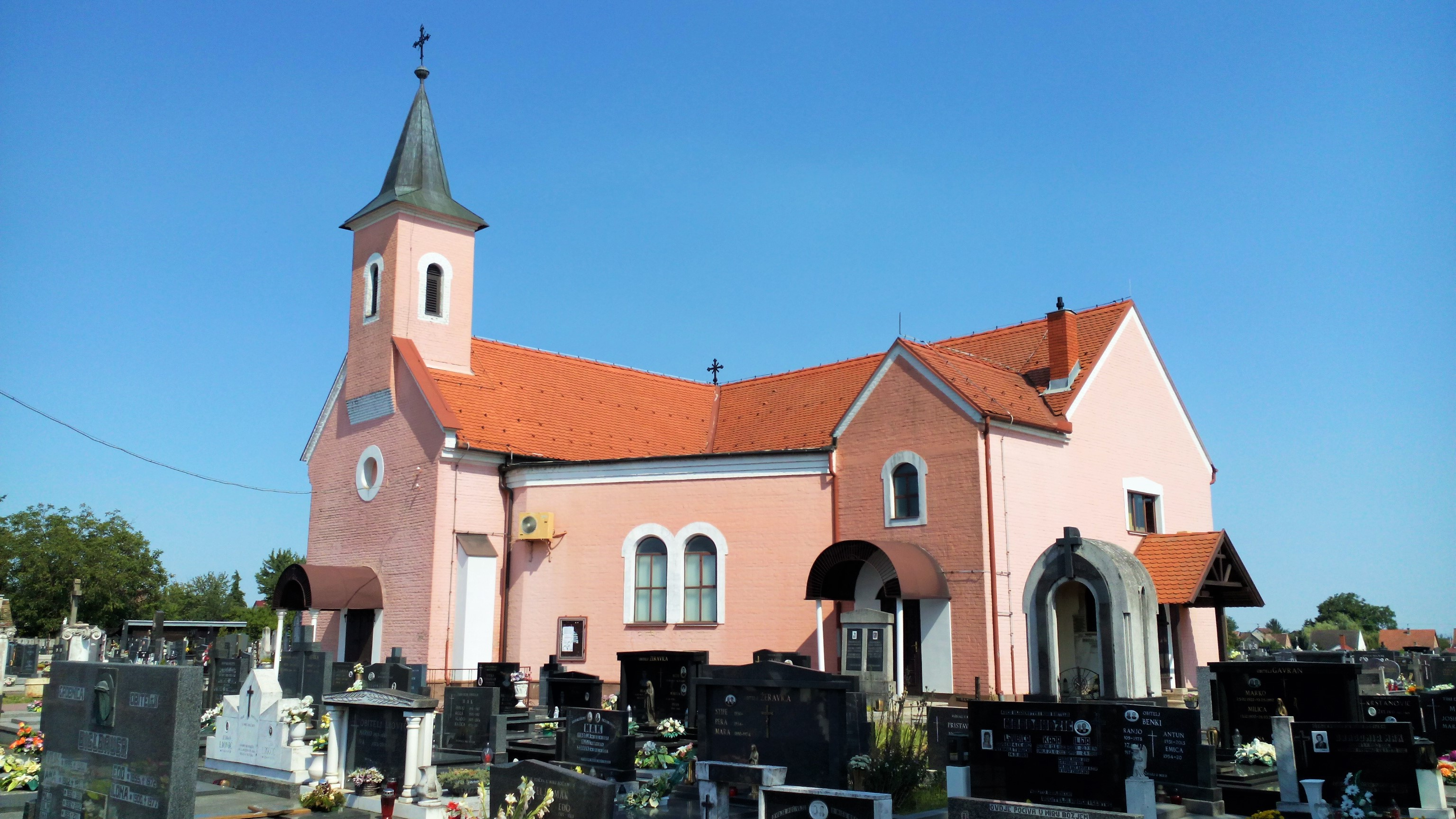
Kirche auf dem Friedhof
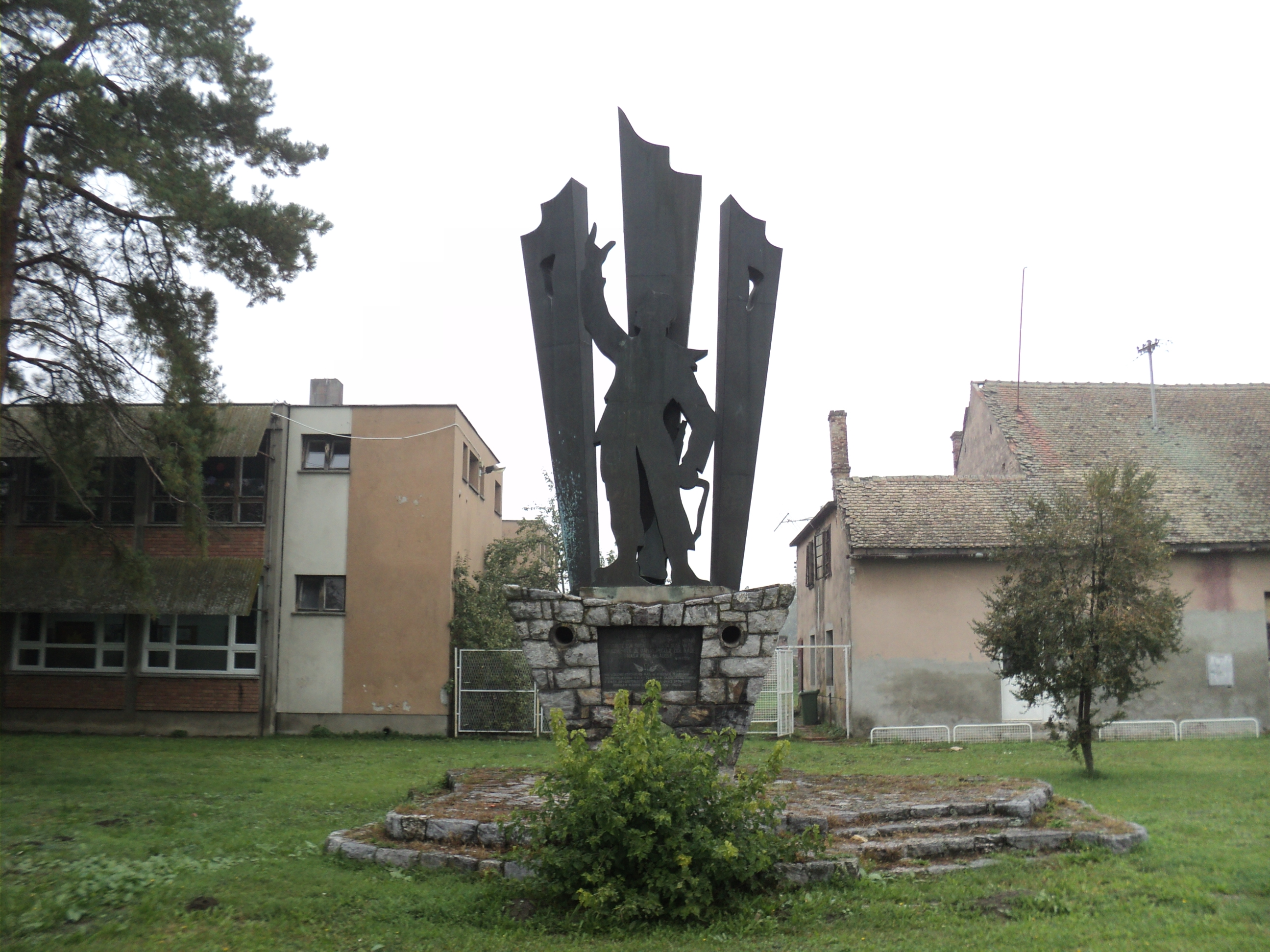
Denkmal für die Opfer des Faschismus
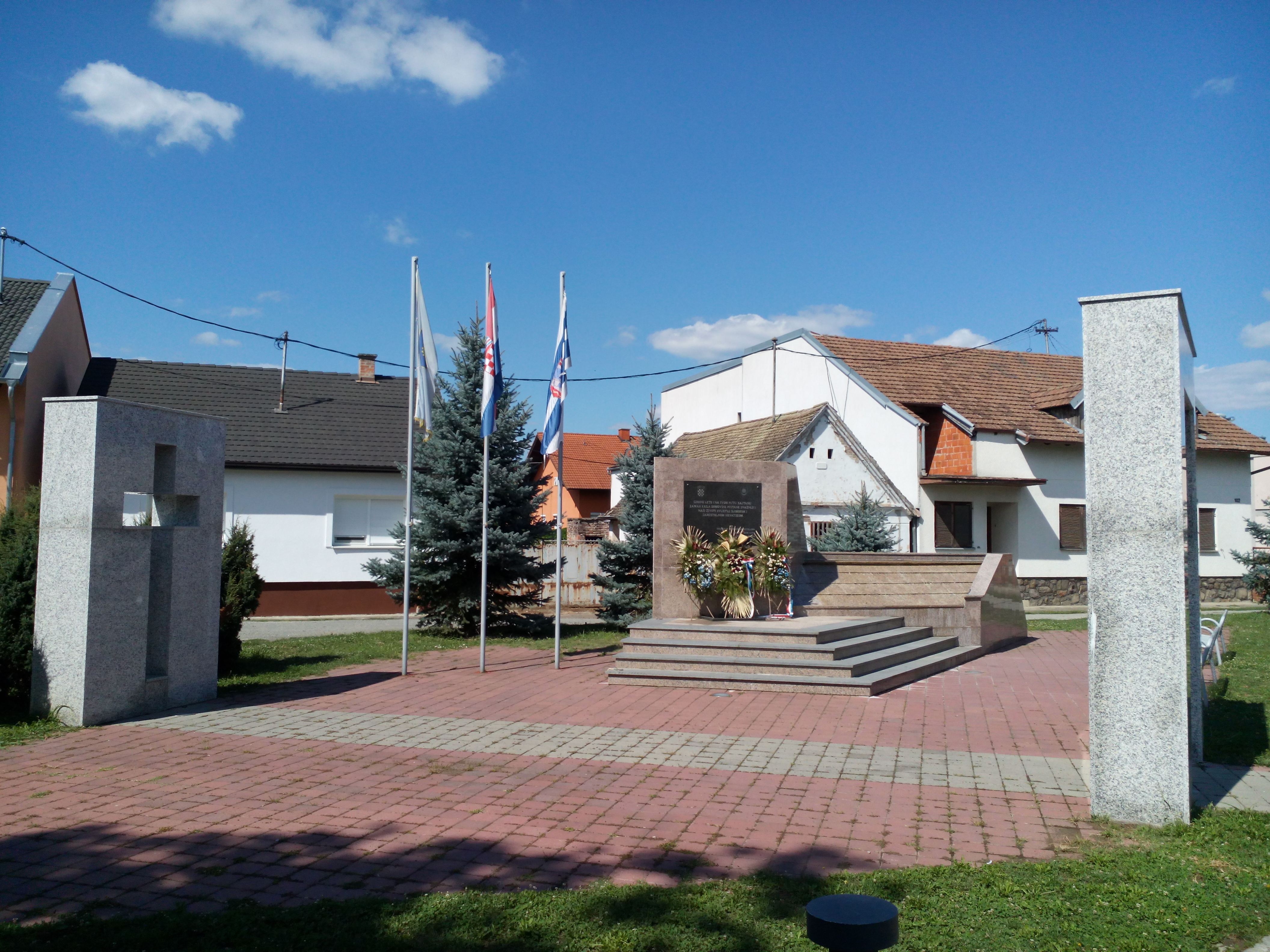
Kriegerdenkmal der kroatischen Verteidiger
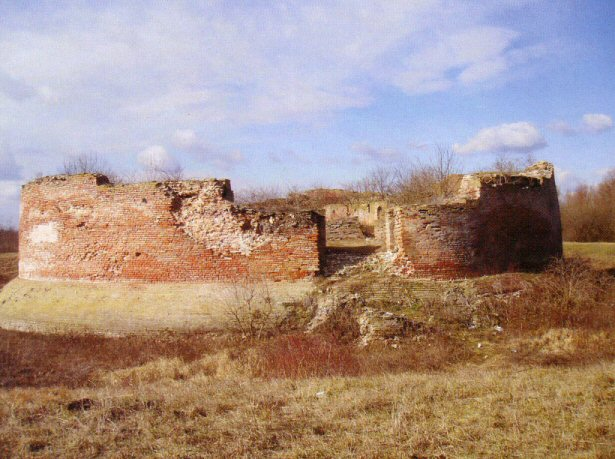
Burgruine Kolođvar

## Berühmtheiten aus Čepin
- Siniša Ergotić(* 1968), Weitspringer
- Ante Kostelić (* 1938), Vater und Trainer der Skisportler Ivica (* 1979), und Janica Kostelić (* 1982)
- Branko Lustig (1932–2019), Filmemacher
- Jelena Dokić (* 1983), Tennisspielerin, übersiedelte später nach Serbien
- Slobodanka Čolović (* 1965), Leichtathletin